# Agnese di Hohenstaufen (figlia di Federico Barbarossa)
Agnese di Hohenstaufen (... – 8 ottobre 1184) era una figlia dell'imperatore Federico I Barbarossa e Beatrice di Borgogna.

## Biografia
Di lei sappiamo solo che si chiamava Agnese, che era probabilmente la più giovane di undici figli della coppia imperiale e quindi doveva essere nata dopo il 1177, che fu promessa in sposa da piccola a un figlio del re Bela III d'Ungheria, che morì l'8 ottobre 1184, che fu sepolta (unica figlia a ricevere tale trattamento) nel coro reale della cattedrale di Spira e che dal 1902 è sepolta lì insieme a sua madre in una tomba nella cripta reale e imperiale.
Gli Annali di Marbach affermano che nel 1184, poco prima della morte dell'imperatrice Beatrice, morì una figlia dell'imperatore che era stata promessa in sposa a un figlio del re ungherese. La cronaca dell'abbazia di San Pietro di Erfurt riporta nello stesso anno che l'imperatrice morì con una figlia che era stata promessa in sposa a un figlio del re ungherese, anch'egli non menzionato per nome in questa fonte, e che era ancora parvula (= molto piccola, molto giovane), e fu sepolta a Spira.
Re Béla III d'Ungheria aveva due figli a quel tempo: l'erede al trono di dieci anni Emerico e Andrea, di due o tre anni più giovane. Si può supporre che Agnese, figlia dell'imperatore romano-germanico, fosse promessa in sposa con Emerico, il primogenito e incoronato co-re nel 1182. Il fidanzamento deve essere datato dopo il 1180, perché il codice dell'abbazia di Zwettl riporta che Barbarossa e Béla avevano unito le loro forze all'epoca perché i loro figli erano sposati. Non ci sono fonti per l'anno di fidanzamento 1183 menzionato da Hansmartin Decker-Hauff.
Il suo nome e la data esatta della morte sono riportati da Johann Seffried. Nella cronaca dei vescovi di Spira scrive intorno al 1468 che nel 1309, durante la sepoltura del re Adolfo di Nassau in una tomba già esistente nel coro reale della cattedrale di Spira, vi fu trovato il corpo di una bambina in una piccola capsula. Secondo l'iscrizione, questi erano i resti di una figlia dell'imperatore Federico I di nome Agnese, che era morta l'8 ottobre. Dal 1309 al 1902, quando la cripta del re e dell'Imperatore (Königs- und Kaisergruft) fu costruita sotto il coro del re (Königschor) e Agnese fu riseppellita in una tomba doppia con sua madre, Adolfo di Nassau e Agnese giacquero nella stessa tomba.
Poiché Agnese è indicata in questa fonte da Johann Seffried come puellula (= diminutivo di ragazza) e il suo cadavere come corpusculum (= corpicino), si può presumere che sia nata dopo il fratello Filippo di Svevia, nato nel 1177. Alla sua morte sarà stata una bambina di non più di sei anni. Tuttavia, un fidanzamento nella prima infanzia non era raro nell'Alto Medioevo. Un anno di nascita compreso tra il 1169 e il 1174, come affermato da Hansmartin Decker-Hauff, non è plausibile perché una ragazza dai dieci ai quindici anni non sarebbe stata descritta come molto piccola, bambina e con un piccolo corpo.
Due cronache inglesi menzionano una figlia di Federico I Barbarossa che fu data in sposa all'allora ventiseienne Riccardo Cuor di Leone, conte di Poitou e figlio del re inglese Enrico II, nella seconda metà del 1184. Tuttavia, la sposa, il cui nome non è stato tramandato, morì nello stesso anno. Secondo Decker-Hauff, la donna promessa era Agnese, il cui fidanzamento ungherese fu rotto nel 1184. A ciò si contrappone il fatto che una bambina sarebbe stata inutile per un ventiseienne che aveva urgente bisogno di trovare prole in quel momento. Inoltre, non ci sono fonti che indichino che il fidanzamento di Agnese ed Emerico sia stato rotto, il che non sarebbe stato politicamente opportuno né per Barbarossa né per Béla. Gli accordi matrimoniali inglesi e ungheresi si riferiscono senza dubbio a due diverse figlie del Barbarossa, entrambe morte nel 1184. Si può supporre che la nascita della figlia legata a Riccardo Cuor di Leone sia da classificare nella serie dei figli dell'imperatore nell'ottobre/novembre 1168 e che avesse un'età da matrimonio di sedici anni, che era usuale per l'epoca.
I resti mortali di Agnese giacciono dal 1902 nella cripta reale e imperiale costruita a quel tempo sotto il coro reale della cattedrale di Spira sotto una moderna lastra tombale insieme a sua madre Beatrice, morta il 15 novembre 1184 solo poche settimane dopo di lei. La sua sepoltura originale nel 1184 in una tomba singola accanto a sua madre è in netto contrasto con la pratica di sepoltura praticata nel coro reale della cattedrale di Spira, in quanto è l'unica bambina in un luogo dove altrimenti sono sepolti solo re, imperatori e imperatrici.

Da giugno 2018, una Stauferstele di Markus Wolf commemora Agnese nel giardino superiore settentrionale della cattedrale, all'altezza della cappella Afra della cattedrale di Spira. L'iscrizione recita:

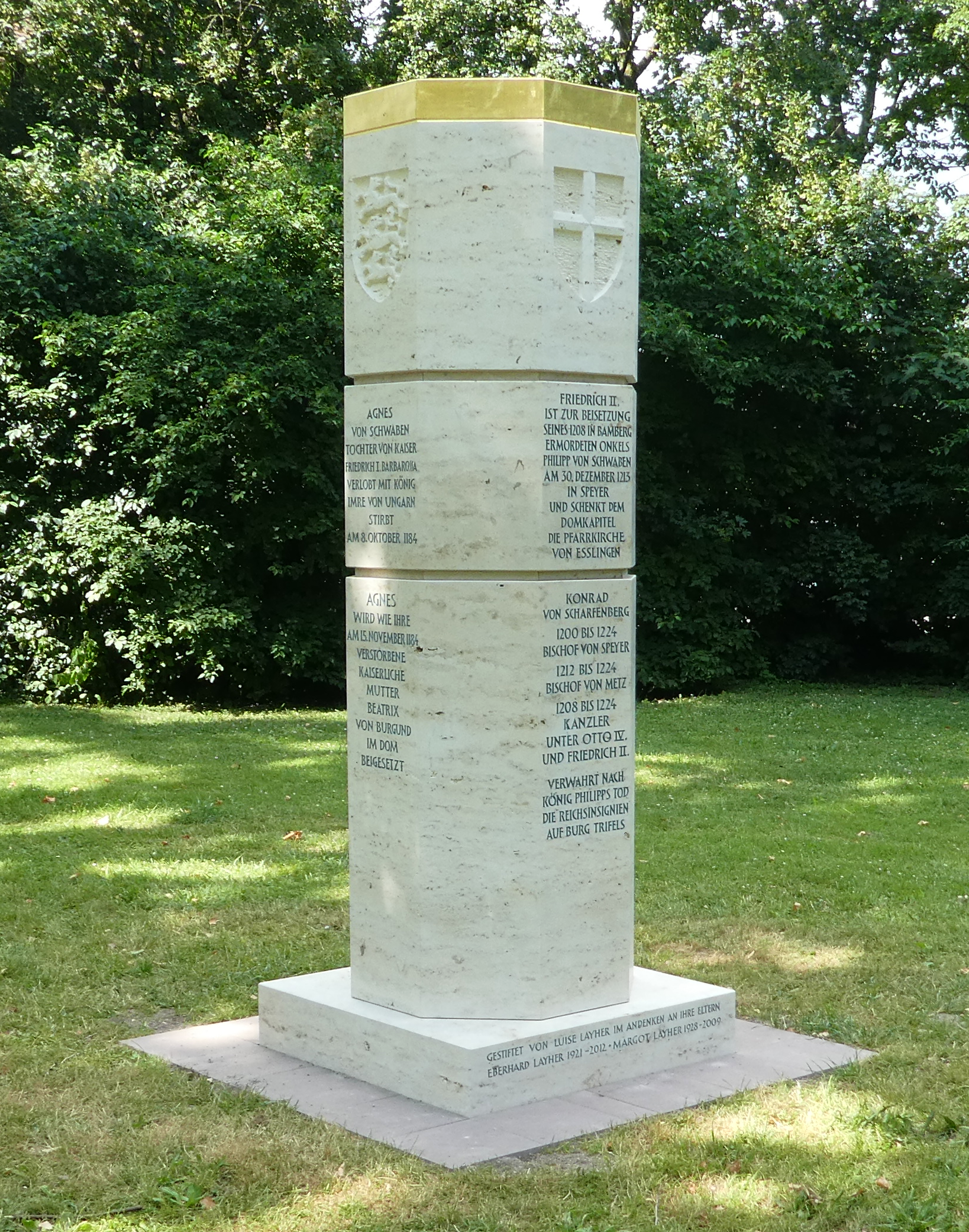
Stauferstele presso la cattedrale di Spira con un'iscrizione su Agnese di Hohenstaufen (lato sinistro).

## Ascendenza
|                             |                    |                         | Genitori               |  |  | Nonni |  |  | Bisnonni                   |  |  | Trisnonni         |  |
|                             |                    |                         |                        |  |  |       |  |  | Federico I, duca di Svevia |  |  | Federico di Büren |  |
|                             |                    |                         |                        |  |  |       |  |  | Federico I, duca di Svevia |  |  | Federico di Büren |  |
|                             |                    | Ildegarda di Egisheim   |                        |  |  |       |  |  | Federico I, duca di Svevia |  |  |                   |  |
| Federico II, duca di Svevia |                    |                         |                        |  |  |       |  |  | Federico I, duca di Svevia |  |  |                   |  |
|                             |                    | Agnese di Waiblingen    | Enrico IV di Franconia |  |  |       |  |  |                            |  |  |                   |  |
|                             |                    | Agnese di Waiblingen    | Enrico IV di Franconia |  |  |       |  |  |                            |  |  |                   |  |
|                             |                    | Agnese di Waiblingen    | Berta di Savoia        |  |  |       |  |  |                            |  |  |                   |  |
| Federico Barbarossa         |                    | Agnese di Waiblingen    |                        |  |  |       |  |  |                            |  |  |                   |  |
|                             |                    | Enrico IX di Baviera    | Guelfo I di Baviera    |  |  |       |  |  |                            |  |  |                   |  |
|                             |                    | Enrico IX di Baviera    | Guelfo I di Baviera    |  |  |       |  |  |                            |  |  |                   |  |
|                             |                    | Enrico IX di Baviera    | Giuditta di Fiandra    |  |  |       |  |  |                            |  |  |                   |  |
| Giuditta di Baviera         |                    | Enrico IX di Baviera    |                        |  |  |       |  |  |                            |  |  |                   |  |
|                             |                    | Wulfhilde di Sassonia   | Magnus di Sassonia     |  |  |       |  |  |                            |  |  |                   |  |
|                             |                    | Wulfhilde di Sassonia   | Magnus di Sassonia     |  |  |       |  |  |                            |  |  |                   |  |
|                             |                    | Wulfhilde di Sassonia   | Sofia d'Ungheria       |  |  |       |  |  |                            |  |  |                   |  |
| Agnese di Hohenstaufen      |                    | Wulfhilde di Sassonia   |                        |  |  |       |  |  |                            |  |  |                   |  |
|                             | Stefano I di Mâcon | Guglielmo I di Borgogna |                        |  |  |       |  |  |                            |  |  |                   |  |
|                             | Stefano I di Mâcon | Guglielmo I di Borgogna |                        |  |  |       |  |  |                            |  |  |                   |  |
|                             | Stefano I di Mâcon | Stefania di Borgogna    |                        |  |  |       |  |  |                            |  |  |                   |  |
| Rinaldo III di Borgogna     | Stefano I di Mâcon |                         |                        |  |  |       |  |  |                            |  |  |                   |  |
|                             |                    | Beatrice di Lorena      | Gerardo di Lorena      |  |  |       |  |  |                            |  |  |                   |  |
|                             |                    | Beatrice di Lorena      | Gerardo di Lorena      |  |  |       |  |  |                            |  |  |                   |  |
|                             |                    | Beatrice di Lorena      | Edvige di Namur        |  |  |       |  |  |                            |  |  |                   |  |
| Beatrice di Borgogna        |                    | Beatrice di Lorena      |                        |  |  |       |  |  |                            |  |  |                   |  |
|                             |                    | Simone I di Lorena      | Teodorico II di Lorena |  |  |       |  |  |                            |  |  |                   |  |
|                             |                    | Simone I di Lorena      | Teodorico II di Lorena |  |  |       |  |  |                            |  |  |                   |  |
|                             |                    | Simone I di Lorena      | Edvige di Formbach     |  |  |       |  |  |                            |  |  |                   |  |
| Agata di Lorena             |                    | Simone I di Lorena      |                        |  |  |       |  |  |                            |  |  |                   |  |
|                             |                    | Adelaide di Lovanio     | Enrico III di Lovanio  |  |  |       |  |  |                            |  |  |                   |  |
|                             |                    | Adelaide di Lovanio     | Enrico III di Lovanio  |  |  |       |  |  |                            |  |  |                   |  |
|                             |                    | Adelaide di Lovanio     | Gertrude delle Fiandre |  |  |       |  |  |                            |  |  |                   |  |
|                             |                    | Adelaide di Lovanio     |                        |  |  |       |  |  |                            |  |  |                   |  |